# Wade Bootes
Wade Bootes (ur. 30 maja 1974 w Toowoomba) – australijski kolarz górski i BMX, dwukrotny medalista mistrzostw świata BMX i brązowy medalista mistrzostw świata MTB.

## Kariera
Pierwszy sukces w karierze Wade Bootes osiągnął w 2000 roku, kiedy zwyciężył w dualu podczas mistrzostw świata MTB w Sierra Nevada. W tej samej konkurencji wywalczył także brązowy medal na rozgrywanych rok później mistrzostwach w Vail, gdzie wyprzedzili go tylko Amerykanin Brian Lopes oraz Francuz Cédric Gracia. W wyścigach BMX jego największym sukcesem jest wywalczenie brązowego medalu w kategorii elite na mistrzostwach świata w Paulinii w 2002 roku. Lepsi od niego okazali się tam jedynie dwaj reprezentanci USA: Kyle Bennett i Randy Stumpfhauser.